# Niobrara County
För andra betydelser, se Niobrara.
Niobrara County är ett county i östra delen av delstaten Wyoming, USA. Countyt är med endast 2 484 invånare (2010) det minst befolkade countyt i Wyoming, som i sin tur är den minst befolkade delstaten. Den administrativa huvudorten (county seat) är Lusk.
I landskapet finns fler nötkreatur än människor och fler skallerormar än någondera.[källa behövs]

## Geografi

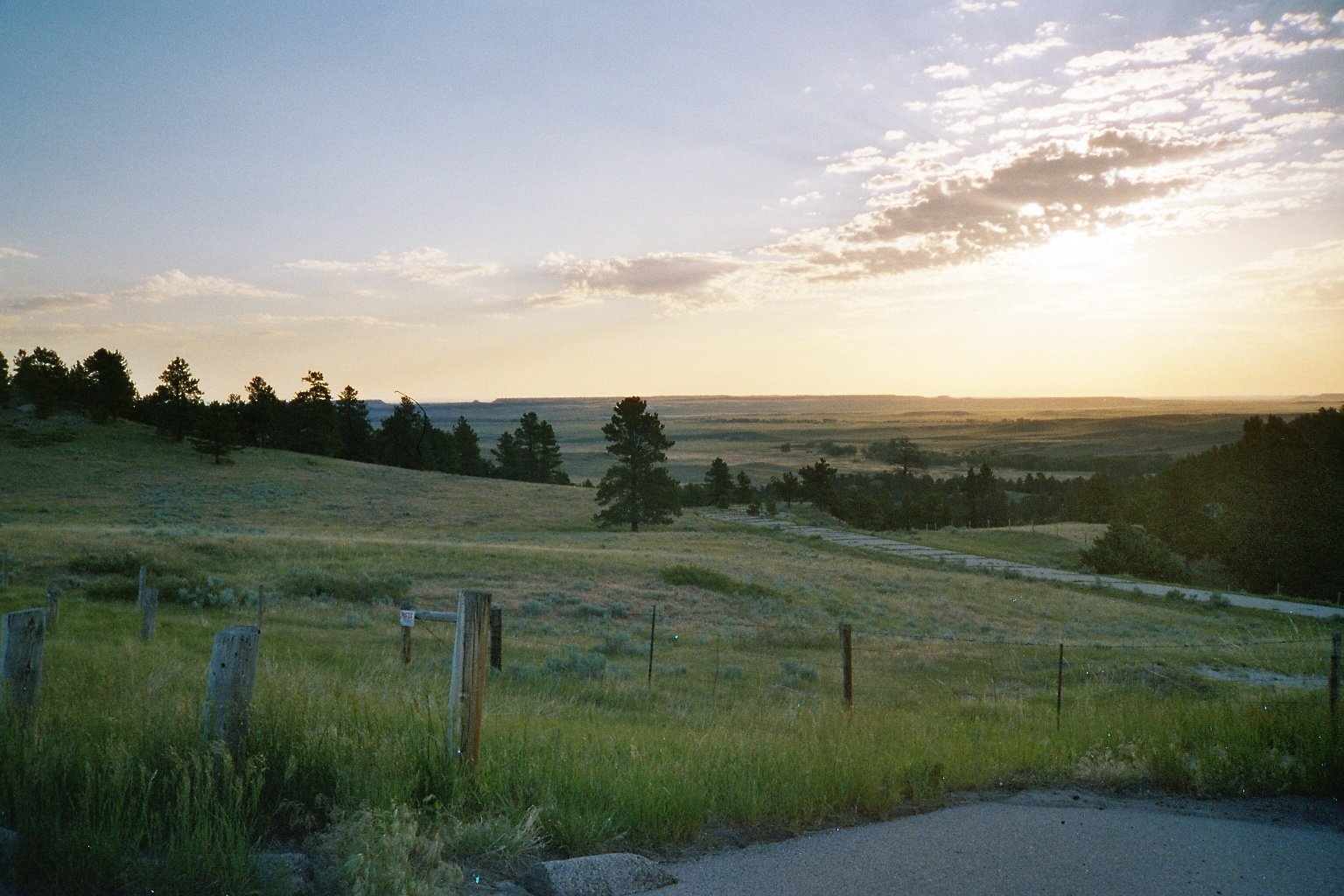
Niobrara County, SR85

Enligt United States Census Bureau har countyt en total area på 6 806 km². 6 801 km² av den arean är land och 5 km² är vatten. Niobrara River har sin källa här, i närheten av Lusk.
Landskapet är ett högt prärielandskap avbruten med mindre berg, backar och raviner. Jorden lämpar sig inte särskilt bra för jordbruk eftersom boskapsskötsel kräver mycket plats. Trots detta är jordbruket huvudnäringen i det glest befolkade countyt.

## Historia
Niobrara County bildades år 1911 genom avstyckning från det äldre Converse County, och döptes efter Niobrarafloden.

### Angränsande countyn
- Weston County, Wyoming - nord
- Custer County, South Dakota - nordöst
- Fall River County, South Dakota - öst
- Sioux County, Nebraska - sydöst
- Goshen County, Wyoming - syd
- Platte County - sydväst
- Converse County, Wyoming - väst

## Orter
Invånarantal vid 2010 års federala folkräkning anges inom parentes.

### Städer (Towns)
Städer med kommunalt självstyre som har mindre än 4 000 invånare:
- Lusk (huvudort, 1 567 invånare)
- Manville (95)
- Van Tassel (15)

### Census-designated places
Orter som saknar kommunalt självstyre och administreras av Niobrara County:
- Lance Creek (43)

### Övriga befolkade platser
- Keeline
- Riverview